# 2-ра СС дивизия Дас Райх
Вижте пояснителната страница за други значения на Дас Райх.
2-ра СС дивизия „Дас Райх“ (на немски: 2 SS Division „Das Reich“) е военно формирование от Вафен-СС части, от армията на Нацистка Германия, по време на Втората световна война.
Начело на дивизията е Паул Хаусер, комуто по-късно е предоставено командването на 1-ва СС дивизия Лайбщандарт СС Адолф Хитлер.